# Miasto kości
Miasto kości (ang. City of Bones) – książka fantasy dla młodzieży o Nocnych Łowcach, napisana przez Cassandrę Clare, wydana w Polsce 17 czerwca 2009 roku. Jest to pierwsza część serii Dary anioła.

## Adaptacja filmowa
10 czerwca 2010 roku Screen Gems zapowiedziało, że rozpoczną produkcję filmowej adaptacji książki Miasto kości, ze scenariuszem napisanym przez Jessicę Postigo. Na reżysera filmu wybrano Haralda Zwarta, a w rolę głównej bohaterki Clary Fray wcieli się Lily Collins. Jamie Campbell Bower niezaprzeczalnie wygrał casting na odtwórcę roli Waylanda.
Film Dary anioła: Miasto kości miał swoją premierę 21 sierpnia 2013 roku, był kręcony od końca sierpnia do listopada 2012 roku w Toronto.